# Lauri Kristian Relander
Lauri Kristian Relander (ur. 31 maja 1883 w Kurkijoki, zm. 9 lutego 1942) – fiński polityk, drugi prezydent Finlandii (1925-1931).

## Życiorys
Urodził się w Kurkijoki w Finlandii. Studiował agronomię, w latach 1908–1917 pracował jako pracownik naukowy w państwowej instytucji eksperymentalnej rolnictwa. Był aktywny w polityce, działając w Partii Agrarnej został wybrany do parlamentu w 1910. Do 1917 stał się jednym z przywódców partii. Po uzyskaniu niepodległości przez Finlandię, w 1919 roku i części 1920 pełnił funkcję przewodniczącego fińskiego parlamentu. W 1920 objął urząd gubernatora prowincji Viipuri. Na krótko przed wyborami prezydenckimi w 1925, Relander został zgłoszony jako kandydat swojej partii na prezydenta, po czym wygrał wybory jako alternatywa wobec kontrkandydata Risto Ryti.
Jako prezydent był krytykowany za brak wyrazistego programu, nie miał on jednak silnego poparcia politycznego, na którym mógłby się oprzeć, nie miał także dużego doświadczenia politycznego. Słabość ówczesnych rządów mniejszościowych przekładała się na postrzeganie Relandera jako słabego lidera. Dbając o rozwój stosunków zagranicznych, odbywał liczne podróże zagraniczne, które jednak też były przedmiotem krytyki. Po zakończeniu kadencji w 1931, Relander pracował jako dyrektor firmy ubezpieczeń od ognia. Zmarł na zawał serca w 1942.
Został odznaczony m.in. estońskim Krzyżem Wolności I klasy (1925) i Orderem Krzyża Orła I klasy (1930), łotewskim Orderem Trzech Gwiazd oraz polskim Orderem Orła Białego (1929).